# Jagershoef
Jagershoef is een buurt gelegen in Woensel-Noord dat een stadsdeel is van Eindhoven, in de Nederlandse provincie Noord-Brabant. Er zijn verschillende voorzieningen in Jagershoef, zoals de kerk de "Sint Jan" en een school. Op 1 januari 2023 telde de buurt 3.480 inwoners, verdeeld over 1.747 woningen, met een gemiddelde WOZ-waarde van € 291.000, op een oppervlakte van 0,55 km².
Jagershoef maakt deel uit van de wijk Ontginning die bestaat uit 't Hool, Vlokhoven, Winkelcentrum Woensel, Driehoeksbos en Prinsejagt. In 2007 telde Jagershoef ruim 3500 inwoners, van wie er 940 ouder waren dan 65 jaar.